# William Kirby
William Kirby, född den 19 september 1759 i Witnesham, Suffolk, England, död den 4 juli 1850 i Barham, Suffolk, var en engelsk entomolog, som var en ursprunglig medlem av Linnean Society och fellow of the Royal Society, samt en landsrektor, och därmed ett framstående exempel på "präst-naturalisten".
Kirby prästvigdes 1782, varefter han som präst verkade i landsförsamlingen Barham i Suffolk till sin död. Han fick också ett välkänt namn som insektkännare och skrev bland annat Monographia apum Angliæ (1802) samt Introduction to entomology (tillsammans med William Spence, 1815-26; 7:e upplagan 1856).

## Biografi
Kirby var sonson till Suffolk-topografen John Kirby (författare till The Suffolk Traveller) och brorson till konstnärstopografen Joshua Kirby (en vän till Thomas Gainsborough). Hans föräldrar var advokaten William Kirby och Lucy Meadows. Han studerade vid Ipswich School och Caius College, Cambridge, där han tog examen 1781. Han prästvigdes 1782 och tillbringade hela sitt arbetsliv i den fridsamma avskildheten på en engelsk prästgård på landet i Barham i Suffolk, och arbetade vid församlingskyrkan St. Mary's i 68 år, först som kurator, sedan som rektor från 1797. Han medverkade också i publiceringen av pamfletter mot Thomas Paine under 1790-talet.
Kirby introducerades till studiet av naturhistoria av Nicholas, som 1791 presenterade honom för Sir James Edward Smith. Strax därefter korresponderade han med Smith och sökte råd i grundandet av ett naturhistoriskt museum i Ipswich. Bland hans tidiga vänner var naturalisterna Charles Sutton och Thomas Marsham, med vilka han gjorde långa vetenskapliga exkursioner, liksom senare med William Jackson Hooker och andra, och blev en ledande parson-naturalist. Hans namn finns med på den ursprungliga listan över Fellows of the Linnean Society. Han levererade den första av sina många skrifter den 7 maj 1793, om Three New Species of Hirudo (Linn. Trans. II, 316).

## Karriär och vetenskapligt arbete
Kirby producerade sitt första stora verk, Monographia Apum Angliae (Monografi om Englands bin), 1802. Hans syfte var då både vetenskapligt och religiöst.
Detta, den första vetenskapliga avhandlingen om engelska bin, ledde honom till kännedom om ledande entomologer i Storbritannien och utomlands. Omfattande korrespondens följde med forskare som Alexander Macleay, Walkenaer, Johan Christian Fabricius och Adam Afzelius. 153 av biarterna, inklusive Lasioglossum malachurum, kom från Kirbys egen socken.
Kirby började 1808 planera sin Introduction to Entomology, en berömd titel. Detta var det praktiska resultatet av hans vänskap med William Spence och gavs ut i fyra volymer mellan 1815 och 1826. Mycket av arbetet föll på Kirby på grund av Spences ohälsa. Boken illustrerades av John Curtis. Den nådde sin sjunde upplaga 1856. År 1830 blev han inbjuden att skriva en av Bridgewater-avhandlingarna, hans ämne var The History, Habits, and Instincts of Animals (2 band, 1835).

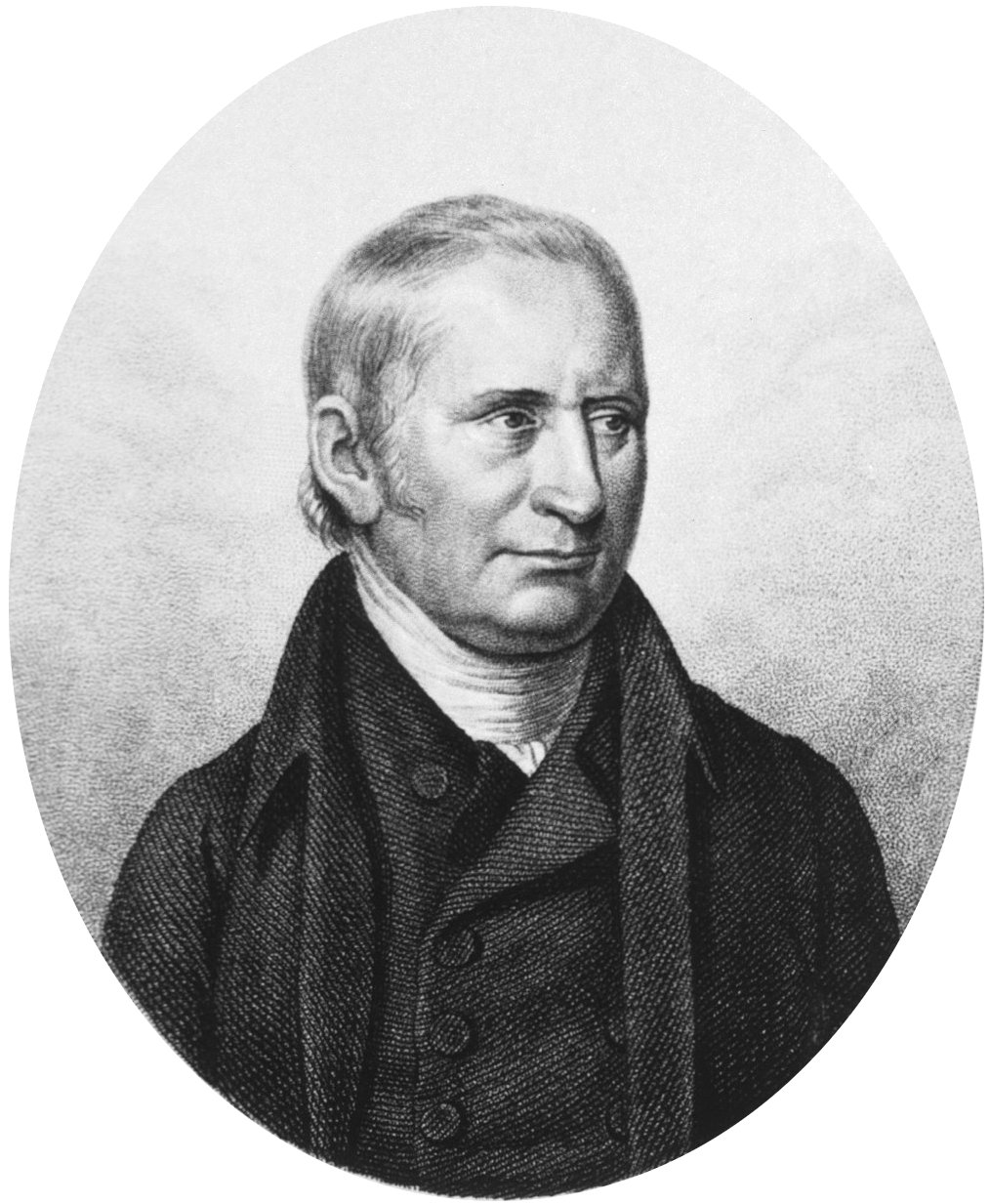
William Kirby, 1759.

Tillsammans med Edward Sabine och J.E. Gray förberedde Kirby det naturhistoriska tillägget för kapten William Parrys polarexpedition 1819–1820 för att söka nordvästpassagen. Hans arbete utgjorde insektsdelen av Account of the Animals seen by the late Northern Expedition while within the Arctic Circle, 1821. Hans vän W J Hooker etablerade sin kontakt med John Richardsonför att involvera honom i publiceringen av fynd från Sir John Franklins 1:a och 2:a expeditioner, insektssektionen i Fauna Boreali-Americana, 1837.

### Institutionsgrundande aktiviteter
År 1815 tog Kirby sin masterexamen med avsikt att ansöka om professuren i botanik vid University of Cambridge när den skulle bli ledig. En tvist uppstod dock om huruvida denna utnämning var beviljad av senaten eller kronan. Kirbys torypolitiska färg visade sig vara en stötesten och att John Stevens Henslow utsågs till professuren.
År 1827 hjälpte Kirby Henry Denny att ordna de naturhistoriska exemplaren på Norwich Museum. År 1832 hjälpte han till att etablera ett tidigt museum i Ipswich under ledning av stadens litterära institut och presenterade ett herbarium och en grupp fossiler. Tillsammans med Spence hjälpte han till att grunda Entomological Society of London 1833, med John Westwood som sekreterare, och blev dess hedersordförande på livstid. Vid det tillfället presenterade han sitt eget insektskabinett, samlat under mer än 40 år, som innehöll många av de exemplar som förekommit i hans skrifter.

## Utmärkelser och hedersbetygelser
- Fellow of the Royal Society
- Fellow of the Linnean Society of London

[Redigera Wikidata]